# Leer
För andra betydelser, se Leer (olika betydelser).
Leer (Ostfriesland) (tyska: [leːɐ̯]
 ( lyssna)) är en stad i det historiska landskapet Ostfriesland i distriktet Landkreis Leer i det tyska förbundslandet Niedersachsen.

## Geografi
Leer ligger på det nordtyska låglandet nära den nederländska gränsen och har genom floderna Ems och Leda kontakt med Nordsjön.

## Historia
Leer har en lång historia. År 791 missionerade frisernas apostel, Liudger, i Leer och grundade det första kristna kapellet i Ostfriesland. Leer blev en del av Karl den stores Frankerriket. På 1300- och 1400-talen blev Leer säte för hövdingen Focko Ukena, som under en tid var den mäktigaste hövdingen i Ostfriesland. Ukena fördrevs år 1430 och fästningen Leerort byggdes, vilken senare byggdes ut av den nye ostfriesiske greven Ulrik I.
År 1508 gav Edzard I av Ostfriesland Leer marknadsrättigheter. Edzard införde även reformationen i Ostfriesland. Under 1500-talet inrättades en rad skolor av den reformerade församlingen i staden. I slutet av 1500-talet var Ubbo Emmius rektor för latinskolan. Samtidigt utvecklades hantverksindustrin och hamnen.
Under trettioåriga kriget skadades staden svårt. År 1744 dog den siste ostfrisiske fursten av huset Cirksena och Leer blev liksom övriga Ostfriesland en del av Preussen. Fredrik den store främjade Leers fortsatta utveckling och en ny ekonomisk blomstringsperiod ägde rum. På 1700-talet inleddes även stadens industrialisering.
Genom Napoleonkrigen kom Leer att tillhöra Kungariket Holland under åren 1806–1810 och därefter Frankrike. År 1815 överlämnades Leer och övriga Ostfriesland till kungariket Hannover. År 1823 fick Leer stadsrättigheter av Englands kung Georg IV. Under 1800-talet byggdes hamnen och stadens infrastruktur ut. År 1856 kom järnvägen till staden och år 1861 fick staden sitt första stadsvapen. År 1866 kom Leer och övriga Ostfriesland att återigen bli en del av Preussen. År 1885 invigdes stadens synagoga och år 1894 det nya rådhuset.
År 1903 invigdes den nya hamnen som nu inte längre var beroende av tidvattnet. Under det nazistiska herraväldet i Leer åren 1933–1945 förstördes synagogan och 90 % av stadens judiska befolkning mördades. Leer skadades svårt i slutskedet av andra världskriget. Efter kriget blev Leer en del av förbundsstaten Niedersachsen i den nya förbundsrepubliken Tyskland. År 1950 fick staden ett nytt stadsvapen.

## Kultur
I dag är Leer känt för sitt historiska stadscentrum med bl.a. rådhuset, museihamnen och storkyrkan. I staden finns ett antal museer, bland annat ett temuseum.

## Näringsliv
Leer är efter Hamburg den viktigaste rederistaden i Tyskland. Ungefär 20 % av den tyska handelsflottan kommer från Leer. Även den ostfriesiska teindustrin har sitt centrum här.
Genom staden går två motorvägar, A28 och A31. Leer ligger även vid det tyska järnvägsnätet och har därigenom förbindelse med bland annat Münster, Oldenburg och Groningen.

## Kända personer från Leer
- Onno Klopp, publicist och historiker
- H.P. Baxxter, sångare i teknobandet Scooter

## Bilder
|                            |
| Leer ligger vid floden Ems |

| |
| Ubbo-Emmius-Gymnasiet i Leer har fått sitt namn från historikern Ubbo Emmius, född i Greetsiel. Han var rektor för latinskolan i Leer 1588-1596. |